# Alexander Scrymgeour, 12. Earl of Dundee
Alexander Henry Scrymgeour, 12. Earl of Dundee (* 5. Juni 1949) ist ein konservativer britischer Politiker.

## Leben
Scrymgeour ist der Sohn von Henry Scrymgeour-Wedderburn, 11. Earl of Dundee und Patricia Montagu Douglas Scott. Er besuchte das Eton College und war von 1964 bis 1965 Ehrenpage von Königin Elisabeth II; anschließend studierte er an der Universität St. Andrews.
Als sein Vater 1983 starb, erbte er dessen Adelstitel und sitzt seither im House of Lords. 1999 wurde er als einer der Hereditary Peers gewählt, die ihren Sitz im Oberhaus trotz des House of Lords Act 1999 behalten durften. Von 1986 bis 1989 war er als Lord-in-Waiting der Chief Whip der Conservative Party im House of Lords. Von 1986 bis 1988 war er der Sprecher der Regierung für Bildung, von 1986 bis 1989 der Sprecher für Schottland sowie von der Sprecher für Innenpolitik und auch für Energie von 1987 bis 1989.
Mit seiner Frau Siobhan Mary Llewellyny ist er seit 1979 verheiratet und hat vier Kinder.

## Sonstiges
Er ist sowohl Honorarkonsul Kroatiens in Edinburgh als auch Träger des Fürst-Branimir-Ordens mit Halsband.